# Un ponte di guai
Un ponte di guai (Volunteers) è un film del 1985 diretto da Nicholas Meyer, con protagonisti Tom Hanks e John Candy.

## Trama
Lawrence Bourne III è un giovane di famiglia ricca, appena laureatosi a Yale (che lui definisce come "Un college"); purtroppo per lui ha il vizio del gioco, ed ha accumulato un debito di 28 000 dollari. Lawrence conta su suo padre Lawrence jr. per estinguerlo, ma il padre si rifiuta. Poiché i suoi creditori non lo mollano, Lawrence decide di tagliare la corda e scambia il suo posto con quello di Kent, il compagno di stanza al college che ha firmato come volontario nei Peace Corps; sale quindi sul volo che porta i volontari in Thailandia.
Qui viene mandato con altri a costruire un ponte per aiutare un villaggio; tra i compagni di lavoro fa amicizia con Tom Tuttle, originario di Tacoma e proveniente dalla Washington State University, e la bella Beth Wexler, una donna con i piedi per terra. I problemi cominciano quando tre gruppi differenti si interessano al ponte e si fanno avanti per impadronirsene: la CIA, un movimento comunista del luogo e il potente signore della droga Chung Mee.